# Demografía de la provincia de San Juan
Demografía de la provincia de San Juan hace mención a las características de la población de la provincia argentina de San Juan situada en la Región de Cuyo. Limita al norte y este con la Provincia de La Rioja, al sureste con la de San Luis, al sur con Mendoza y al oeste con la República de Chile, cuyo límite está determinado por la cordillera de los Andes.
San Juan es una provincia que posee una superficie de 89 651 km², dentro de la cual se destaca un relieve montañoso de escasa vegetación, fértiles oasis, ríos del deshielo cordillerano, serranías e importantes yacimientos mineros y paleontológicos.

## Población
La provincia de San Juan cuenta con una población total de 680.427 habitantes, según los datos proporcionados por el Censo Nacional de Población, Hogares y Viviendas realizado en octubre de 2010. Los datos definitivos del censo de 2001 indicaban que ese año esta provincia tenía 620.023 habitantes. La diferencia entre uno y otro censo es de 60.404 personas, número que resume el incremento de población registrado en nueve años.

## Estructura de la población
Del total de habitantes de San Juan en 2010, 347.827 son mujeres, mientras 333.228 son varones. El “índice de masculinidad”, es decir, el número de varones que hay por cada 100 mujeres  nos dice que San Juan sigue siendo una provincia con mayoría femenina. Según los datos provisorios del último censo, tomando a la provincia completa, viven aquí  un promedio de 95 hombres por cada 100 mujeres.
Esta relación no es pareja en todo el territorio provincial. En el departamento Capital no llegan a ser 87 los varones que allí habitan por cada 100 mujeres, en departamentos rurales la relación cambia y hay entre 101 y 106 hombres por cada 100 mujeres. Este fenómeno también podía observarse en 2001.
Un caso sumamente notable es el departamento Iglesia, en el cual –según los datos de 2010- viven en promedio 170 hombres por cada 100 mujeres. El motivo de esta “desproporción” es la existencia de emprendimientos mineros, que poseen personal mayoritariamente masculino. Estas empresas iniciaron su producción a partir del año 2001, razón por la cual este fenómeno no era apreciable en el censo anterior.

## Distribución de la población

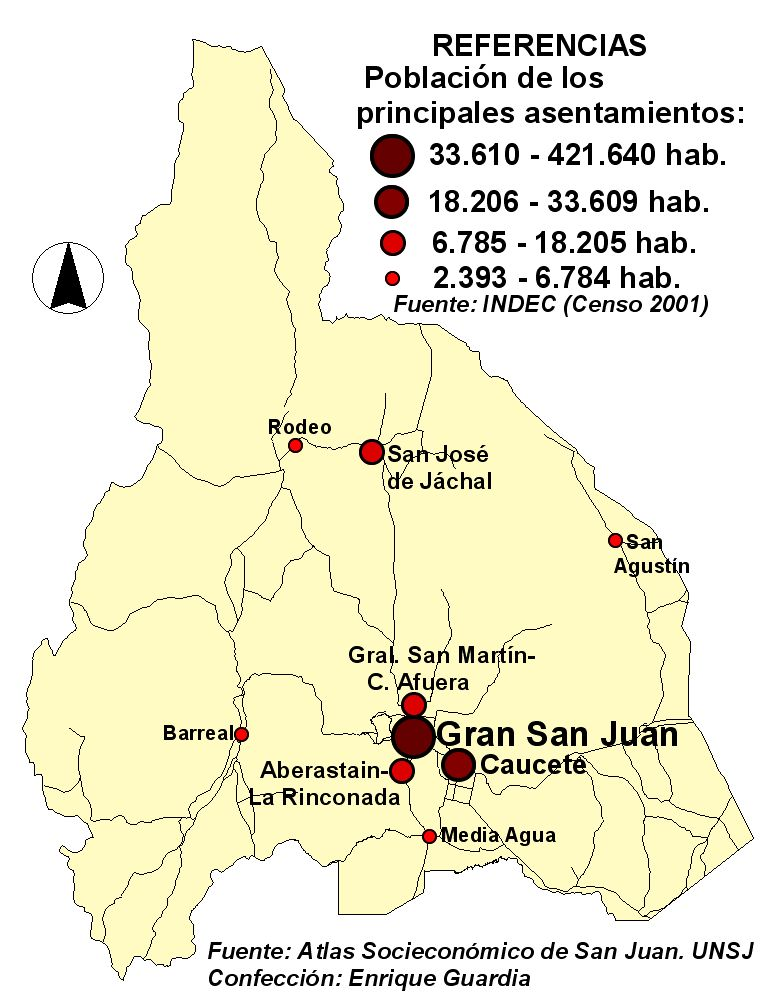
Mapa de la provincia que representa la distribución de los principales asentamientos de población.

La población de la provincia de San Juan se concentra por mayoría en los oasis o valles centrales del: Tulum, Ullum, Zonda y Jáchal, puesto que allí se aglutinan, aproximadamente, más del 90% de los sanjuaninos. En minoría el resto de ese porcentaje se ubica  en los valles de Iglesia y Calingasta, donde se visualizan pequeños poblados dedicados principalmente a la agricultura y al turismo en los últimos tiempos. Otra concentración se halla en Valle Fértil, en forma escasa organizada en pequeños poblados dispersos.  
Las principales ciudades de la provincia se hallan en la aglomeración urbana del Gran San Juan, cuyo centro es San Juan, la capital provincial, centro administrativo, comercial y asiento de autoridades gubernamentales de la provincia, también se destaca Villa Krause, el principal núcleo comercial de la zona sur de dicha aglomeración. Desde este punto de vista tales ciudades aludidas no existen como unidades, pero formaban un continuo urbano ininterrumpido. La ciudad de Caucete, centro administrativo y comercial del área este del Valle del Tulum, es la única urbe de peso luego del aglomerado citado, siendo un de los principales centros vitivinicultores de la provincia. También se destacan las localidades de: General San Martín y Aberastain, cabeceras administrativas e institucionales departamentales, de Albardón la primera y de Pocito la segunda, que forman continuos urbanos con localidades vecinas (General San Martín - Campo Afuera, Aberastain - La Rinconada...) y San José de Jáchal, siendo esta última el principal centro funcional del área norte de la provincia. Otras localidades a destacar son: Media Agua, Rodeo, Barreal y San Agustín, siendo las tres últimas los principales centros turísticos del interior de la provincia.